# Castell de Castells
Castell de Castells est une commune d'Espagne de la province d'Alicante dans la Communauté valencienne. Elle est située dans la comarque de la Marina Alta et dans la zone à prédominance linguistique valencienne.

## Géographie

Localisation de Castell de Castells
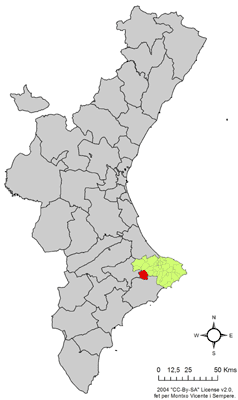
dans la Communauté valencienne.
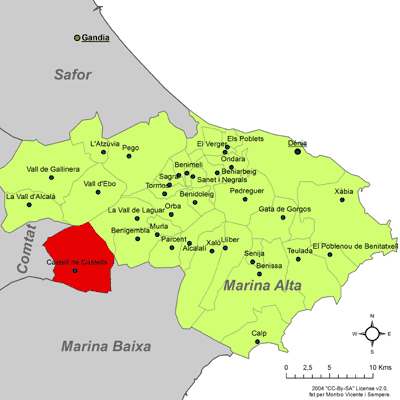
dans la comarque de la Marina Alta.

## Patrimoine
Le site de peintures rupestres préhistoriques (6000 av. J.-C.) de Pla de Petracos se trouve sur le territoire de cette commune.